# تیگران اولیخانیان
تیگران آرمنی اولیخانیان (ارمنی: Տիգրան Արմենի Ուլիխանյան؛ زادهٔ ۱۸ دسامبر ۱۹۸۳) یک سیاستمدار اهل ارمنستان است که از تاریخ ۲۰۱۹ تا تاریخ ۲۰۲۱ سمت نمایندگی دوره هفتم مجلس ملی جمهوری ارمنستان را برعهده داشت.

## زندگی‌نامه
وی در ۱۸ دسامبر ۱۹۸۳ در وانادزور به دنیا آمد و از دانشگاه دولتی اقتصاد ارمنستان فارغ‌التحصیل شد. 